# Liste der US-amerikanischen Nobelpreisträger
Die Liste der US-amerikanischen Nobelpreisträger verzeichnet die in den Vereinigten Staaten beheimateten Träger eines Nobelpreises. Angeregt von Bertha von Suttner, wird er seit 1901 aus den Stiftungsgeldern des schwedischen Chemikers und Industriellen Alfred Nobel (1833–1896) finanziert. Zwischen 1901 und 2023 wurden 400 Nobelpreise folgenden US-amerikanischen Personen zuerkannt (Stand: 1. Januar 2024):

## Friedensnobelpreis
- Theodore Roosevelt 1906
- Elihu Root 1912
- Woodrow Wilson 1919
- Charles G. Dawes 1925
- Frank Billings Kellogg 1929
- Jane Addams 1931
- Nicholas Murray Butler 1931
- Cordell Hull 1945
- Emily Greene Balch 1946
- John Raleigh Mott 1946
- (American Friends Service Committee 1947, US-amerikanische Hilfsorganisation)
- Ralph Bunche 1950
- George C. Marshall 1953
- Linus Pauling 1962
- Martin Luther King 1964
- (UNICEF (Kinderhilfswerk der Vereinten Nationen) 1965, Hilfswerk mit Sitz in New York City)
- Norman Borlaug 1970
- Henry Kissinger 1973
- (IPPNW (International Physicians for the Prevention of Nuclear War) 1985, Organisation mit Sitz in Somerville (Massachusetts))
- Elie Wiesel 1986
- (Friedenstruppen der Vereinten Nationen 1988, mit Sitz in New York City)
- Jody Williams 1997
- (Vereinte Nationen 2001, mit Sitz in New York City)
- Jimmy Carter 2002
- Al Gore 2007
- Barack Obama 2009

## Nobelpreis für Literatur
- Sinclair Lewis 1930
- Eugene O’Neill 1936
- Pearl S. Buck 1938
- William Faulkner 1949
- Ernest Hemingway 1954
- John Steinbeck 1962
- Saul Bellow 1976
- Isaac Bashevis Singer 1978
- Czesław Miłosz 1980
- Joseph Brodsky 1987
- Toni Morrison 1993
- Bob Dylan 2016
- Louise Glück 2020

## Nobelpreis für Chemie
- Theodore William Richards 1914
- Irving Langmuir 1932
- Harold C. Urey 1934
- James Batcheller Sumner 1946
- John Howard Northrop 1946
- Wendell Meredith Stanley 1946
- William Francis Giauque 1949
- Edwin Mattison McMillan 1951
- Glenn T. Seaborg 1951
- Linus Pauling 1954
- Vincent du Vigneaud 1955
- Willard Libby 1960
- Melvin Calvin 1961
- Robert B. Woodward 1965
- Robert Mulliken 1966
- Lars Onsager 1968
- Christian B. Anfinsen 1972
- Stanford Moore 1972
- William Howard Stein 1972
- Paul Flory 1974
- William Lipscomb 1976
- Herbert Charles Brown 1979
- Paul Berg 1980
- Walter Gilbert 1980
- Roald Hoffmann 1981
- Henry Taube 1983
- Robert Bruce Merrifield 1984
- Herbert A. Hauptman 1985
- Jerome Karle 1985
- Dudley R. Herschbach 1986
- Yuan T. Lee 1986
- Donald J. Cram 1987
- Charles Pedersen 1987
- Sidney Altman 1989
- Thomas R. Cech 1989
- Elias James Corey 1990
- Rudolph Arthur Marcus 1992
- Kary Mullis 1993
- George A. Olah 1994
- Mario J. Molina 1995
- Frank Sherwood Rowland 1995
- Robert F. Curl 1996
- Richard E. Smalley 1996
- Paul Delos Boyer 1997
- Walter Kohn 1998
- Ahmed Zewail 1999
- Alan J. Heeger 2000
- Alan MacDiarmid 2000
- William S. Knowles 2001
- Barry Sharpless 2001
- John B. Fenn 2002
- Peter Agre 2003
- Roderick MacKinnon 2003
- Irwin Rose 2004
- Robert Grubbs 2005
- Richard R. Schrock 2005
- Roger D. Kornberg 2006
- Martin Chalfie 2008
- Roger Tsien 2008
- Thomas A. Steitz 2009
- Venkatraman Ramakrishnan 2009
- Richard F. Heck 2010
- Robert Lefkowitz 2012
- Brian Kobilka 2012
- Martin Karplus 2013
- Michael Levitt 2013
- Arieh Warshel 2013
- Eric Betzig 2014
- William Moerner 2014
- Paul Modrich 2015
- Aziz Sancar 2015
- Fraser Stoddart 2016
- Joachim Frank 2017
- Frances H. Arnold 2018
- George P. Smith 2018
- John B. Goodenough 2019
- M. Stanley Whittingham 2019
- Jennifer A. Doudna 2020
- David MacMillan 2021
- Carolyn Bertozzi 2022
- Barry Sharpless 2022
- Moungi Bawendi 2023
- Louis Brus 2023

## Nobelpreis für Physik
- Albert Abraham Michelson 1907
- Robert Andrews Millikan 1923
- Arthur Holly Compton 1927
- Carl David Anderson 1936
- Clinton Davisson 1937
- Ernest Lawrence 1939
- Otto Stern 1943
- Isidor Isaac Rabi 1944
- Percy Williams Bridgman 1946
- Felix Bloch 1952
- Edward Mills Purcell 1952
- Willis Eugene Lamb 1955
- Polykarp Kusch 1955
- William Bradford Shockley 1956
- John Bardeen 1956
- Walter Houser Brattain 1956
- Emilio Segrè 1959
- Owen Chamberlain 1959
- Donald Arthur Glaser 1960
- Robert Hofstadter 1961
- Eugene Paul Wigner 1963
- Maria Goeppert-Mayer 1963
- Charles Hard Townes 1964
- Richard Feynman 1965
- Julian Seymour Schwinger 1965
- Hans Bethe 1967
- Luis Walter Alvarez 1968
- Murray Gell-Mann 1969
- John Bardeen 1972
- Leon Neil Cooper 1972
- John Robert Schrieffer 1972
- Ivar Giaever 1973
- Ben Mottelson 1975
- James Rainwater 1975
- Burton Richter 1976
- Samuel Chao Chung Ting 1976
- Philip Warren Anderson 1977
- John Hasbrouck Van Vleck 1977
- Arno Penzias 1978
- Robert Woodrow Wilson 1978
- Sheldon Lee Glashow 1979
- Steven Weinberg 1979
- James Cronin 1980
- Val Fitch 1980
- Nicolaas Bloembergen 1981
- Arthur Leonard Schawlow 1981
- Kenneth Wilson 1982
- Subrahmanyan Chandrasekhar 1983
- William Alfred Fowler 1983
- Leon Max Lederman 1988
- Melvin Schwartz 1988
- Jack Steinberger 1988
- Hans Georg Dehmelt 1989
- Norman Ramsey 1989
- Jerome Isaac Friedman 1990
- Henry Way Kendall 1990
- Russell Hulse 1993
- Joseph Hooton Taylor, Jr. 1993
- Clifford Shull 1994
- Martin Lewis Perl 1995
- Frederick Reines 1995
- David Morris Lee 1996
- Douglas Dean Osheroff 1996
- Robert Coleman Richardson 1996
- Steven Chu 1997
- William Daniel Phillips 1997
- Robert Betts Laughlin 1998
- Daniel Chee Tsui 1998
- Jack Kilby 2000
- Eric Allin Cornell 2001
- Carl Edwin Wieman 2001
- Raymond Davis junior 2002
- Riccardo Giacconi 2002
- Alexei Alexejewitsch Abrikossow 2003
- Anthony James Leggett 2003
- David Gross 2004
- David Politzer 2004
- Frank Wilczek 2004
- Roy Glauber 2005
- John Lewis Hall 2005
- John Cromwell Mather 2006
- George Smoot 2006
- Yōichirō Nambu 2008
- Charles Kuen Kao 2009
- Willard Boyle 2009
- George Elwood Smith 2009
- Saul Perlmutter 2011
- Brian P. Schmidt 2011
- Adam Riess 2011
- David Wineland 2012
- Shuji Nakamura 2014
- J. Michael Kosterlitz 2016
- Rainer Weiss 2017
- Barry Barish 2017
- Kip Thorne 2017
- Arthur Ashkin 2018
- James Peebles 2019
- Andrea Ghez 2020
- Syukuro Manabe 2021
- John Clauser 2022
- Pierre Agostini 2023

## Nobelpreis für Physiologie oder Medizin
- Thomas Hunt Morgan 1933
- George Hoyt Whipple 1934
- George Richards Minot 1934
- William Parry Murphy 1934
- Edward Adelbert Doisy 1943
- Joseph Erlanger 1944
- Herbert Spencer Gasser 1944
- Hermann Joseph Muller 1946
- Carl Ferdinand Cori 1947
- Gerty Cori 1947
- Edward Calvin Kendall 1950
- Philip Showalter Hench 1950
- Selman Abraham Waksman 1952
- Fritz Albert Lipmann 1953
- John Franklin Enders 1954
- Thomas Huckle Weller 1954
- Frederick Chapman Robbins 1954
- André Frédéric Cournand 1956
- Dickinson W. Richards 1956
- George Wells Beadle 1958
- Edward Lawrie Tatum 1958
- Joshua Lederberg 1958
- Severo Ochoa 1959
- Arthur Kornberg 1959
- Georg von Békésy 1961
- James Watson 1962
- Konrad Bloch 1964
- Francis Peyton Rous 1966
- Charles Brenton Huggins 1966
- Haldan Keffer Hartline 1967
- George Wald 1967
- Robert W. Holley 1968
- Har Gobind Khorana 1968
- Marshall Warren Nirenberg 1968
- Max Delbrück 1969
- Alfred Day Hershey 1969
- Salvador Edward Luria 1969
- Julius Axelrod 1970
- Earl Wilbur Sutherland 1971
- Gerald M. Edelman 1972
- George Emil Palade 1974
- David Baltimore 1975
- Renato Dulbecco 1975
- Howard M. Temin 1975
- Baruch Samuel Blumberg 1976
- Daniel Carleton Gajdusek 1976
- Roger Guillemin 1977
- Andrew Victor Schally 1977
- Rosalyn Sussman Yalow 1977
- Daniel Nathans 1978
- Hamilton Othanel Smith 1978
- Allan McLeod Cormack 1979
- Baruj Benacerraf 1980
- George Davis Snell 1980
- Roger Sperry 1981
- David H. Hubel 1981
- Barbara McClintock 1983
- Michael Stuart Brown 1985
- Joseph L. Goldstein 1985
- Stanley Cohen 1986
- Gertrude Belle Elion 1988
- George Herbert Hitchings 1988
- John Michael Bishop 1989
- Harold E. Varmus 1989
- Joseph Edward Murray 1990
- Edward Donnall Thomas 1990
- Edmond Henri Fischer 1992
- Edwin G. Krebs 1992
- Phillip Allen Sharp 1993
- Alfred Goodman Gilman 1994
- Martin Rodbell 1994
- Edward B. Lewis 1995
- Eric Wieschaus 1995
- Stanley Prusiner 1997
- Robert Francis Furchgott 1998
- Louis J. Ignarro 1998
- Ferid Murad 1998
- Günter Blobel 1999
- Paul Greengard 2000
- Eric Kandel 2000
- Leland H. Hartwell 2001
- H. Robert Horvitz 2002
- Paul Christian Lauterbur 2003
- Richard Axel 2004
- Linda B. Buck 2004
- Andrew Z. Fire 2006
- Craig Mello 2006
- Mario Capecchi 2007
- Oliver Smithies 2007
- Elizabeth Blackburn 2009
- Carol W. Greider 2009
- Jack Szostak 2009
- Bruce Beutler 2011
- James Rothman 2013
- Randy Schekman 2013
- Thomas Südhof 2013
- John O’Keefe 2014
- William C. Campbell 2015
- Jeffrey C. Hall 2017
- Michael Rosbash 2017
- Michael W. Young 2017
- James P. Allison 2018
- William G. Kaelin 2019
- Gregg L. Semenza 2019
- Harvey J. Alter 2020
- Charles M. Rice 2020
- David Julius 2021
- Ardem Patapoutian 2021
- Katalin Karikó 2023
- Drew Weissman 2023

## Nobelpreis für Wirtschaftswissenschaften
- Paul A. Samuelson 1970
- Simon Smith Kuznets 1971
- Kenneth Arrow 1972
- Wassily Leontief 1973
- Tjalling C. Koopmans 1975
- Milton Friedman 1976
- Herbert A. Simon 1978
- Theodore W. Schultz 1979
- Lawrence Klein 1980
- James Tobin 1981
- George Stigler 1982
- Gérard Debreu 1983
- Franco Modigliani 1985
- James M. Buchanan 1986
- Robert M. Solow 1987
- Harry Markowitz 1990
- Merton H. Miller 1990
- William F. Sharpe 1990
- Gary Becker 1992
- Robert Fogel 1993
- Douglass North 1993
- John Harsanyi 1994
- John Forbes Nash Jr. 1994
- John Harsanyi 1994
- Robert E. Lucas 1995
- William Vickrey 1996
- Robert C. Merton 1997
- Myron S. Scholes 1997
- James Heckman 2000
- Daniel McFadden 2000
- George A. Akerlof 2001
- A. Michael Spence 2001
- Joseph E. Stiglitz 2001
- Daniel Kahneman 2002
- Vernon L. Smith 2002
- Robert F. Engle 2003
- Edward C. Prescott 2004
- Robert Aumann 2005
- Thomas Schelling 2005
- Edmund S. Phelps 2006
- Leonid Hurwicz 2007
- Eric S. Maskin 2007
- Roger B. Myerson 2007
- Paul Krugman 2008
- Elinor Ostrom 2009
- Oliver E. Williamson 2009
- Peter A. Diamond 2010
- Dale Mortensen 2010
- Thomas Sargent 2011
- Christopher Sims 2011
- Alvin E. Roth 2012
- Lloyd S. Shapley 2012
- Eugene Fama 2013
- Lars Peter Hansen 2013
- Robert J. Shiller 2013
- Angus Deaton 2015
- Oliver Hart 2016
- Richard Thaler 2017
- William D. Nordhaus 2018
- Paul Romer 2018
- Abhijit Banerjee 2019
- Esther Duflo 2019
- Michael Kremer 2019
- Paul Milgrom 2020
- Robert B. Wilson 2020
- David Card 2021
- Joshua Angrist 2021
- Guido Imbens 2021
- Ben Bernanke 2022
- Douglas W. Diamond 2022
- Philip Dybvig 2022
- Claudia Goldin 2023